# Capteur photographique
 (décembre 2016).
Un capteur photographique est un composant électronique photosensible servant à convertir un rayonnement électromagnétique (UV, visible ou IR) en un signal électrique analogique. Ce signal est ensuite amplifié, puis numérisé par un convertisseur analogique-numérique et enfin traité pour obtenir une image numérique. 
Le capteur est donc le composant de base des appareils photo et des caméras numériques, l'équivalent du film (ou pellicule) en photographie argentique.
Le capteur photographique met à profit l'effet photoélectrique,, qui permet aux photons incidents d'arracher des électrons à chaque élément actif (photosite) d'une matrice de capteurs élémentaires constitués de photodiodes ou photomos. Il est nettement plus efficace que la pellicule : jusqu'à 99 % (en théorie) et près de 50 % (en pratique) des photons reçus permettent de collecter un électron, contre environ 5 % de photons qui révèlent le grain photosensible de la pellicule, d'où son essor initial en astrophotographie.
Deux grandes familles de capteurs sont disponibles : les CCD et les CMOS. 
Les CCD existent encore sur les marchés des appareils compacts et les appareils à très haute résolution. Les appareils reflex les plus courants quant à eux l'ont délaissé et utilisent majoritairement des capteurs CMOS.

## Capteur CCD

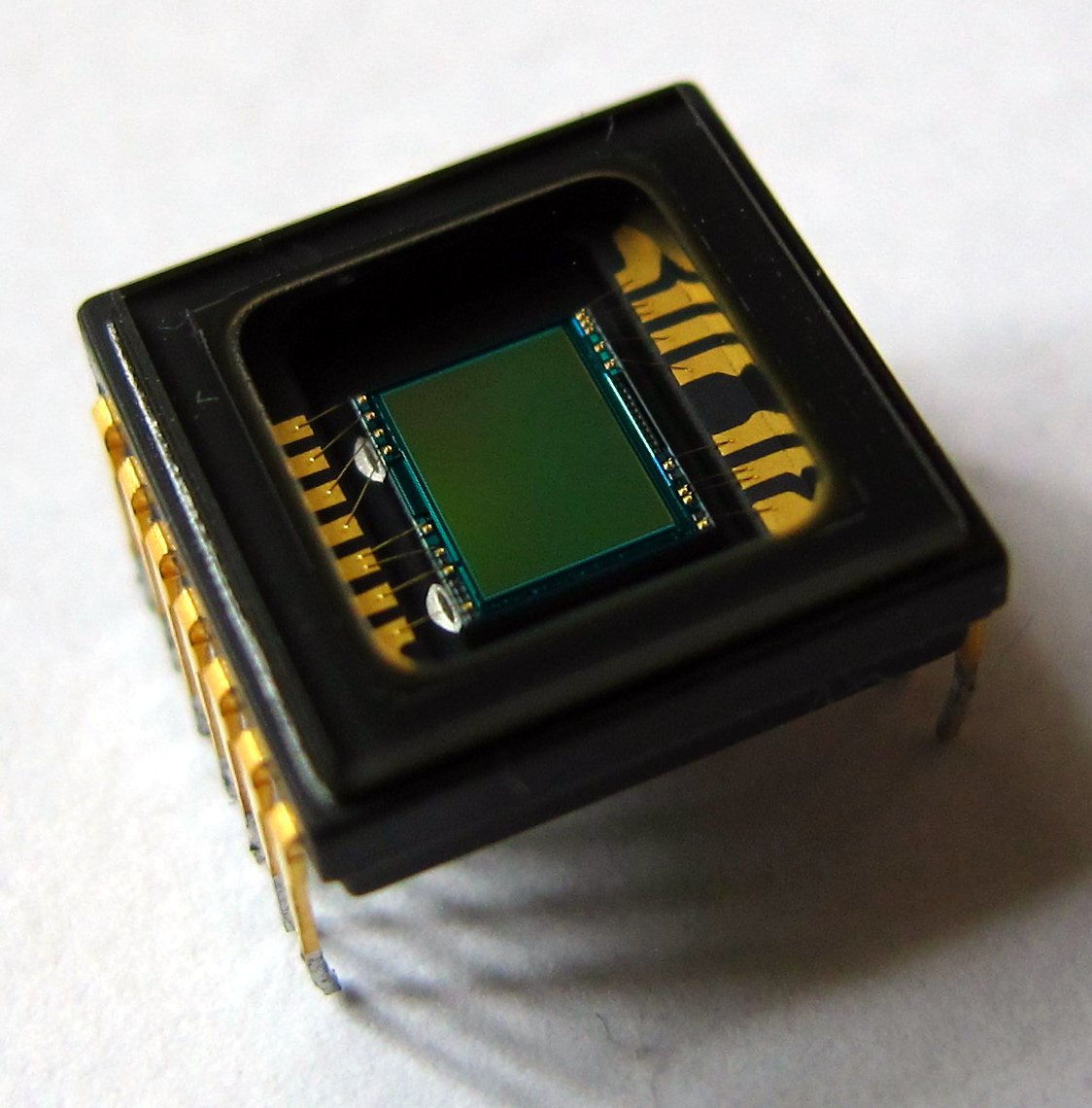
Un capteur photographique CCD.

Le CCD (Charge-Coupled Device, ou en français « dispositif à transfert de charges ») est le plus simple à fabriquer. Inventé par George E. Smith et Willard Boyle dans les Laboratoires Bell en 1969 (cette invention leur rapporte la moitié du prix Nobel de physique en 2009), il est rapidement adopté pour des applications de pointe (imagerie astronomique) puis popularisé sur les caméras et appareils photo.

### Principe

Le principe du transfert de charges.

Un CCD transforme les photons lumineux qu'il reçoit en paires électron-trou par effet photoélectrique dans le substrat semi-conducteur, puis collecte les électrons dans le puits de potentiel maintenu au niveau de chaque photosite. Le nombre d'électrons collectés est proportionnel à la quantité de lumière reçue.
À la fin de l'exposition, les charges sont transférées de photosite en photosite par le jeu de variations de potentiel cycliques appliquées aux grilles (bandes conductrices horizontales, isolées entre elles par une couche de SiO2) jusqu'au registre horizontal (voir animation ci-contre).
Au niveau du registre de sortie, la charge totale peut être lue par un suiveur de tension, généralement un unique transistor n-MOS. La charge est stockée sur la grille du transistor, plaçant cette électrode à une tension dépendant de la capacité qui la sépare de la masse. Plus la capacité est faible, plus grand sera le facteur de conversion entre charge et tension, et donc le signal de sortie. Ce signal sera, à l'extérieur du CCD, mesuré par un circuit à « double échantillonnage corrélé (en) » avant d'être amplifié et numérisé. Le double échantillonnage permet de s'affranchir du bruit de mesure introduit à chaque réinitialisation de la tension de grille du suiveur de tension, après la lecture de chaque pixel. Une mesure est effectuée directement après la réinitialisation, et une autre après le transfert de charge du pixel en cours de lecture, de sorte que l'intensité du pixel soit déterminée par la différence entre ces deux mesures et indépendante de la valeur variable obtenue à la première mesure.
Ces électrodes sont isolées par une couche de SiO2, complétée par l'action d'une fine zone dopée « n », le « canal enterré » (buried channel), du substrat de type « p ».

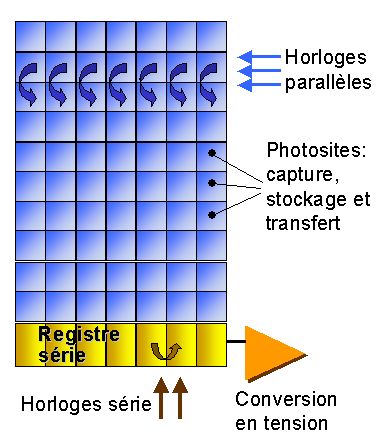
CCD Plein Cadre

Trois types de CCD se sont succédé et coexistent toujours. 
- Le CCD « plein cadre » (full frame) : où l'ensemble de la surface contribue à la détection. C'est le plus sensible mais il présente plusieurs inconvénients :
  - les électrodes (grilles) en silicium polycristallin circulent au-dessus de la couche photosensible et absorbent une part importante de la partie bleue du spectre (0,35-0,45 micromètre) ;
  - il nécessite un obturateur externe pour permettre le cycle de transfert de charge sans illumination ;
  - il est très sensible à l'éblouissement (blooming). Quand un photosite déborde, il inonde ses voisins. Pour pallier cet inconvénient, il peut être équipé d'un dispositif dit « drain d'évacuation de charges » (LOD-Lateral Overflow Drain) qui élimine les électrons en trop plein des photosites et limite la propagation de l'éblouissement, mais diminue la sensibilité.
  - Les CCD « plein cadre » récents ont des photosites au pas de 6 micromètres capables de stocker jusqu'à 60 000 électrons et ont un rendement quantique supérieur à 20 %.

On sait, en 2013, fabriquer des CCD « plein cadre » de 80 mégapixels (surface utile de 53,7 × 40,4 mm).
- Le CCD « à transfert de trame » (full-frame transfer) : il associe deux matrices CCD de même dimension, l'une exposée à la lumière, l'autre masquée. On peut ainsi procéder à un transfert rapide de la matrice d'exposition vers la matrice de stockage puis à la numérisation de celle-ci en parallèle avec l'acquisition d'une nouvelle image.
  - le principal inconvénient est de diviser par deux la surface du photosite à taille de capteur égale (sensibilité moitié moindre)
  - les autres inconvénients (réponse spectrale, éblouissement) demeurent.

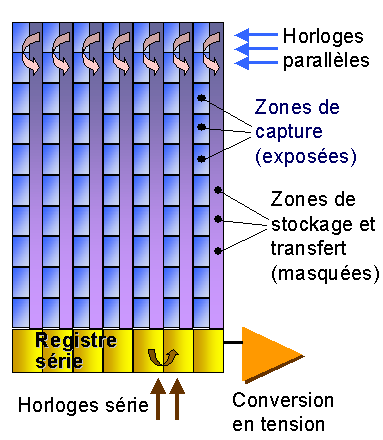
CCD Interligne

- Le CCD « interligne » : plus complexe ; il associe une photodiode à chaque cellule CCD. C'est lui qui est principalement utilisé dans les photoscopes[à définir].
  - La photodiode spécialisée permet de retrouver une réponse spectrale couvrant correctement le spectre visible (0,35 - 0,75 micromètre)
  - il est généralement équipé d'un drain d'évacuation de charges qui limite la propagation de l'éblouissement
  - il est par contre intrinsèquement moins sensible, les photodiodes ne représentant que 25 % à 40 % de la surface totale. Ce défaut est partiellement corrigé par un réseau de micro-lentilles convergentes qui améliore le rendement quantique de 15 % à 35-45 %
  - Les CCD interlignes récents ont des photosites au pas de 8 micromètres capables de stocker jusqu'à 100 000 électrons.

En 2009, il devient possible de fabriquer des CCD interlignes de 20 mégapixels pour le grand public (surface utile de 24 × 36 mm).
Dans tous les CCD, le bruit (électrons parasites) augmente très fortement avec la température : il double tous les 6 à 8 °C. C'est pourquoi on doit refroidir les CCD pour l'astrophotographie utilisant de très longs temps de pose. Dans les photoscopes, le temps d'exposition utilisable à température ambiante est de l'ordre de la minute, un photosite se remplissant par le jeu des diverses fuites en 5 à 10 minutes.

### Couleurs

Filtre de Bayer RGB

Les capteurs CCD sont sensibles à l'ensemble du spectre de la lumière visible. Grâce à une matrice de filtres colorés, par exemple un filtre de Bayer, constitué de cellules colorées des couleurs primaires, chaque photosite du capteur ne voit qu'une seule couleur : rouge, vert ou bleu. Sur chaque groupe de quatre photosites on trouve un pour le bleu, un pour le rouge et deux pour le vert ; cette répartition correspond à la sensibilité de notre vision.
Du fait de la précision requise, les pastilles colorées du filtre sont déposées directement sur le capteur avec une technologie proche de la photolithographie des circuits intégrés, de même que le réseau de microlentilles.
C'est le logiciel du photoscope qui va recréer les couleurs, en tenant compte des courbes de réponse spectrale pour un résultat final en trichromie ; un des problèmes est de limiter le bruit électronique qui se traduit par des effets de moiré sur les zones de faible lumière par de judicieux compromis lors du traitement d'image (interpolation, filtrage : voir l'article Traitement du signal).

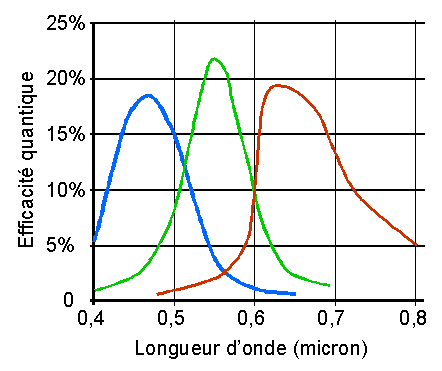
CCD pleine trame avec LOD
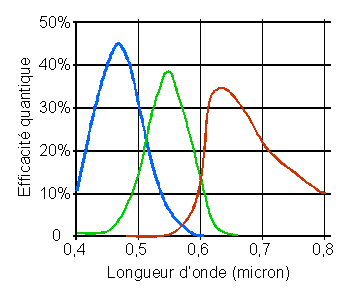
CCD interligne + micro-lentilles

### Filtres à infrarouges et filtres antialias
Tous les capteurs couleur CCD ont en commun d’être munis d'un filtre infrarouge (souvent plaqué directement à leur surface) ; mais ce filtre remplit simultanément plusieurs fonctions :
- élimination intégrale du rouge profond (longueur d'onde supérieure à 700 nm) et de l’infrarouge (d'où son nom ; pratiquement tous les capteurs CCD sont affectés par l'infrarouge proche),
- un rendu conforme à la sensibilité spectrale de l’œil humain (c'est la raison pour laquelle ces filtres ont une couleur bleue) par absorption croissante dans le domaine du rouge au-delà de 580 nm,
- élimination de la lumière violette et ultraviolette en deçà de 420 nm, si tant est que le capteur soit encore réceptif à ces longueurs d'onde.

Sans ce filtre, les taches bleu foncé et rouge foncé seraient trop claires sur le cliché. Les objets chauds (mais non les flammes ou une lampe à souder) seraient eux aussi trop lumineux et présenteraient un aspect irréel. Enfin, toutes les surfaces qui réfléchissent ou émettent des infrarouges ou des ultraviolets seraient rendus par des couleurs inattendues.
Avec les matrices Bayer et les autres capteurs à CCD unique, il est nécessaire d'utiliser un filtre anticrénelage, afin de mixer les pixels d'objets voisins, de sensibilité différente aux couleurs. Sans ce filtre, un point ou une ligne de couleur claire pourraient n'être représentés que par une seule couleur. Les filtres antialias évitent en outre que des lignes ou arêtes  qui feraient un angle très faible avec les rangées de pixel, prennent un aspect en marches d'escalier. Les filtres anti-alias entraînent une réduction minime de la précision de l'image.
Filtres antialias et filtres infrarouges sont souvent associés dans les appareils à CCD.

### Progrès constants

Amélioration des capteurs CCD

Des améliorations sont régulièrement apportées aux capteurs CCD de façon à en améliorer la sensibilité en augmentant la surface active :
- Dans les super-CCD HR (Fujifilm), chaque photosite possède une surface octogonale ;
- Puis (Fujifilm, 2004) les photosites sont dédoublés en un élément de grande taille « S » et un élément plus petit « R » qui étend la dynamique vers les hautes lumières (de 2 bits) en deux générations successives, SR et SR II ;
- Le super-CCD HR (Fujifilm, 2005) bénéficie d'électrodes plus fines qui diminuent la profondeur des « puits » des photosites qui reçoivent donc une plus grande proportion de la lumière ;
- L'utilisation d'électrodes en oxyde d'indium-étain (ITO), plus transparentes dans le bleu, améliore la réponse spectrale des CCD pleine trame (Kodak, 1999) ;
- Le CCD progressif (Kodak, 2005) dispose de drains d'évacuation de charges (LOD) plus fins, au bénéfice là encore de la surface utile.

## Capteur CMOS

PD = photodiode

Un capteur CMOS (« complementary metal-oxide-semiconductor ») est composé de photodiodes, à l'instar d'un CCD, où chaque photosite possède son propre convertisseur charge/tension et amplificateur (dans le cas d'un Capteur à pixels actifs (APS)).
Leur consommation électrique, beaucoup plus faible que celle des capteurs CCD, leur vitesse de lecture et le plus faible coût de production sont les principales raisons de leur grande utilisation.
De la même façon que beaucoup de CCD, les capteurs CMOS pour image couleur sont associés à un filtre coloré et un réseau de lentilles, encore plus nécessaire vu la faible surface relative de la photodiode, seule zone sensible.

## Capteur Foveon X3(en)

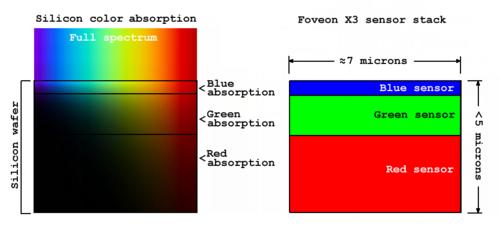
Le capteur X3 met à profit le fait que les grandes longueurs d'onde de la lumière pénètrent plus profondément dans le silicium.

Ce capteur permet la détection des trois couleurs rouge, vert et bleu par un seul photosite, au moyen de trois couches de silicium recouvertes de photosites et disposées en sandwich et filtrées chacune par un filtre bleu, vert ou rouge ; chacune des couches de photo-récepteurs est précisément espacée relativement aux longueurs d'onde bleue, verte et rouge de la lumière visible. Pour simplifier, nous pourrons dire qu'en recevant un rayon incident, la couche superficielle du silicium arrête le bleu, que la couche médiane arrête le vert et enfin que le rouge est stoppé par la couche inférieure, comme l'illustre la figure ci-contre.
Le capteur X3 a été développé par la société américaine Foveon, rachetée en 2008 par Sigma, qui bénéficie depuis d'un droit d'exploitation exclusif.
Contrairement à un photosite de capteur CCD qui capture seulement une couleur primaire (rouge, vert ou bleu), un photosite de capteur X3 recueille une composante RVB. Ceci nécessite donc beaucoup moins d'électronique de calcul, puisque la couleur est directement obtenue sur le photosite et plus après traitement électronique des couleurs de quatre photosites. C'est un avantage sur le plan du coût de fabrication, mais aussi sur le plan de la qualité. En effet, l'absence de calculs et d'interpolations permet d'espérer des images plus « propres », et permettrait aussi un rythme de prises de vues plus rapide en mode rafale.

## Historique
Avant le traitement numérique des photos, la lumière était captée par une pellicule photographique. Sur les appareils numériques, ce film a été remplacé par un capteur photographique électronique sensible à la lumière. La qualité d'une photo ou éventuellement d'une vidéo dépend de plusieurs facteurs importants (quantité et qualité de l'optique pour transmettre la lumière, qualité et quantité de lumière reçue sur la surface du capteur photographique électronique. La surface en millimètres carrés et le nombre de cellules photosensibles (photosite) d'un capteur photographique électronique jouent donc un rôle essentiel dans la photographie.

### Segmentation du marché en fonction de la surface du capteur
La taille, la définition et les performances des systèmes dépendent des besoins liés à leurs utilisations. Le marché est séparé en différentes catégories : industrie, photographie professionnelle et amateur, audiovisuel, astronomie, surveillance, etc.
Dans le domaine de la photographie argentique, le format « 35 mm » est le plus répandu. Aussi appelé « 24 × 36 » car la surface utile est de 24 mm de haut sur 36 mm de large (proportions L/H 3/2) avec une diagonale de 43,27 mm. Les appareils photographiques reflex numériques haut de gamme utilisent des capteurs qui reproduisent ces dimensions.

### Standards ou normes les plus courants des capteurs
Avec les appareils photographiques numériques, on retrouve le standard historique de la photographie argentique et de nouveaux concernant la surface des capteurs
photographique électronique : 
Dénomination ou norme de l'industrie et dimension du capteur (liste des plus courants) 
| Nom du capteur                                     | Dimensions                    | Diagonale         | Proportion H/L | Segment                              | Produits |
| -------------------------------------------------- | ----------------------------- | ----------------- | -------------- | ------------------------------------ | --- |
| 24 × 36 ("35 mm", "plein-format" (Full frame)      | 24 × 36 mm                    | 43,27 mm          | 2/3            | Haut de gamme                        | - Nikon D3S, D4, D4s, D5, D610, D700, D750, D800, D810 - Canon EOS 5D III, 6D, 1D X - Sony A7                                                                          |
| APS-H (développé par Canon)                        | 19,1 × 28,7 mm                | 34,47 mm          | 2/3            | Ancien haut de gamme                 | Canon EOS-1D |
| APS-C (développé par Nikon)                        | 15,5 × 23,6 mm 15,8 × 23,7 mm | 28,23 mm 28,48 mm | 1,97/3 2/3     | Moyen et début de haut de gamme      | - Nikon D3300, D5500, D90, D7200, D200, D300, D500 - Sony A6000, Sony A77                                                                                              |
| APS-C (développé par Canon)                        | 14,8 × 22,2 mm                | 26,68 mm          | 2/3            | Moyen et début de haut de gamme      | - Canon EOS 1200D, 600D, 750D, 7D |
| 4/3" et µ4/3" (développé par Olympus et Panasonic) | 13 × 17,3 mm                  | 21,6 mm           | 3/4            | Moyen et haut de gamme               | - Olympus 4/3 E-1, E-30, E-3, E-5, E-400, 420, 510, 520, 620 - Olympus µ4/3 OM-D E-M5, E-M10 et E-M1 - Panasonic Lumix GH1, GH2, GH3, GH4, GH5, G1, G2, GF1, GF2, etc. |
| 1"                                                 | 8,8 × 13,2 mm                 | 16 mm             | 2/3            | Appareils de gamme moyenne           | - Nikon 1 - Canon PowerShot G7 X, G7 X Mark II - Sony RX 10, Sony RX 100                                                                                               |
| 2/3"                                               | 6,6 × 8,8 mm                  | 11 mm             | 3/4            | Appareils à super zoom ou populaires | |
| 1/8"                                               | 1,2 × 1,6 mm                  | 2 mm              | 3/4            | Appareils bon marché et bas de gamme | |

### Nombre de cellules photosensibles par millimètre carré
Il peut être utile pour l'utilisateur d'un appareil photographique, désirant connaître les possibilités dans des conditions difficiles de lumière (faible intensité), de connaître non seulement la taille de la surface du capteur photographique, mais également le nombre de cellules photosensibles (photosite) ou Méga Pixel sur celle-ci. On peut calculer avec ces deux grandeurs la densité des pixels ou des cellules photosensibles du capteur par millimètre carré.
Exemple de calculs de la densité des pixels du capteur plein format (24 × 36 mm)
| Pixel par hauteur | Pixel par longueur | Nombre de pixels sur la surface | Surface du capteur [millimètres carrés] | Densité des pixels par millimètre carré |
| 3 000             | 4 000              | 12 000 000                      | 864                                     | 13 889                                  |
| 4 000             | 5 000              | 20 000 000                      | 864                                     | 23 148                                  |
| 5 000             | 6 000              | 30 000 000                      | 864                                     | 34 722                                  |
| 6 000             | 6 000              | 36 000 000                      | 864                                     | 41 667                                  |

### Qualité de l'image en fonction de la surface du capteur

Comparaison des surfaces de capteurs.

Plus le nombre de pixels est élevé, plus la définition d'une photo est bonne, ce qui peut être utile lorsque l'on agrandit une image. Le nombre de cellules photosensibles par millimètre carré du capteur a cependant aussi une influence sur la qualité des images : il n'y a donc pas de lien exclusif entre nombre de pixels et qualité d'image en sortie, et il est généralement inutile de ne comparer deux capteurs que par leur nombre de pixels : la qualité d'une image dépend également de la qualité et de l'intensité de la lumière que le capteur peut recevoir sur chacune de ses cellules photosensibles. 
Un capteur avec une petite surface mais avec une grande densité de pixels par millimètre carré peut être intéressant au niveau de la production de masse et peut faire baisser le prix sans nécessairement diminuer la qualité de la photo. Voir les limitations techniques décrites ci-dessous.

On parle de la sensibilité aux différents rayonnements électromagnétiques et de la plage dynamique du capteur.
Exemple d'un capteur 2/3" avec une très bonne densité des pixels par millimètre carré
| Pixel par hauteur | Pixel par longueur | Nombre de pixels sur la surface | Surface du capteur (millimètres carrés) | Densité des pixel par millimètre carré |
| 2 500             | 3 500              | 8 750 000                       | 58.1                                    | 150 602                                |

Avec un tel capteur, il est possible de faire de très bonnes photos, pour autant que la quantité et la qualité de la lumière soit également bonnes. Lorsque l'on agrandit une photo avec cet appareil, pour imprimer un poster par exemple, il est probable que les détails ne seront pas visible à cause du bruit. Dans des conditions difficiles, par exemple un concert avec un chanteur à 300 m, une lumière faible et un objectif avec une distance focale également faible, la photo du visage du chanteur ne sera pas visible ou très foncée et avec un bruit élevé.
En simplifiant, plus la surface d'un capteur est grande et plus la densité des pixels par millimètre carré est faible, plus il captera les différents rayonnements de la lumière avec précision (augmentation de la plage dynamique ). 
De cette manière on peut avec une surface importante du capteur, dans des conditions de lumière difficile, diminuer le bruit et tout de même obtenir une image de bonne qualité.

## Performances des capteurs
La résolution maximale d'un capteur est fonction du nombre de photosites qui permettra d'obtenir autant de pixels grâce à une interpolation astucieuse.
Selon les performances requises, un capteur CMOS peut être supplanté par un CCD ou inversement ; cependant, les appareils photo grand public tendent à remplacer les capteurs CCD par des capteurs CMOS, de qualité comparable aujourd'hui et à des coûts plus faibles. Le CCD reste utilisé dans certaines applications telles que l'imagerie très haute cadence ou à très bas niveau de lumière, car il génère des images moins bruitées que les CMOS.
L'efficacité quantique du capteur est définie par le rapport électrons produits/photons incidents (ce qui est un point commun avec le principe de base de la photographie argentique). Elle est surtout fonction de la taille de la partie active de chaque photosite (c'est-à-dire la surface de capture des photons).
La réduction de la surface des photosites influence surtout la dynamique (CCD) et le niveau de bruit (CCD et CMOS) ce qui freine la course aux mégapixels.
La dynamique d'un capteur CCD est généralement évaluée par la formule : 
où la dynamique est obtenue en dB (décibels) ;
Vcap représente la tension maximale admissible par le photosite lorsque sa capacité de stockage est au maximum.
Vobs représente la tension résiduelle en obscurité totale.
Vbruit représente la tension de bruit de lecture.
Afin de comparer la sensibilité des capteurs à la sensibilité nominale des films argentiques, la norme internationale ISO 12 232 définit une sensibilité ISO des systèmes numériques.

## Caractéristiques des capteurs pour photoscope
Le tableau ci-après donne les dimensions courantes des capteurs CCD ou CMOS utilisés en 2006 dans les appareils photo numériques accessibles.
D'autres dimensions sont disponibles, en plus petit (utilisés notamment dans les téléphones cellulaires ou les Camera web) ou en plus grand (appareils photo grand format).
| Mpixels | Format          | Ratio L/H | Largeur | Hauteur | Diagonale | Surface | Rapport |
| ------- | --------------- | --------- | ------- | ------- | --------- | ------- | ------- |
| 10      | 1/2,5"          | 4:3       | 5,1     | 3,8     | 6,4       | 20      | 6,8x    |
| 12      | 1/1,8"          | 4:3       | 7,1     | 5,3     | 8,9       | 39      | 4,9x    |
| 8       | 1/1,7"          | 4:3       | 7,6     | 5,6     | 9,4       | 43      | 4,6x    |
| 8       | 1/1,6"          | 4:3       | 8,0     | 6,0     | 10,0      | 49      | 4,3x    |
| 12      | 2/3"            | 4:3       | 8,8     | 6,6     | 11,0      | 59      | 3,9x    |
| 18      | 4/3"            | 4:3       | 17,8    | 13,4    | 22,3      | 243     | 2x      |
| 4,7*3   | 20,7x13,8 mm    | 3:2       | 20,7    | 13,8    | 24,9      | 286     | 1,7x    |
| 8       | 22x15 mm        | 3:2       | 22      | 15      | 26,7      | 329     | 1,6x    |
| 12,1    | 23,6x15,8 mm    | 3:2       | 23,6    | 15,8    | 28,2      | 382     | 1,5x    |
| 10      | 28,77 x 18,7 mm | 3:2       | 28,77   | 18,7    | 34,3      | 538     | 1,3x    |
| 25      | 36x24 mm        | 3:2       | 36      | 24      | 43,3      | 900     | 1x      |

Les dimensions sont en mm, la surface en millimètres carrés. Les mégapixels indiqués sont indicatifs des meilleures définitions disponibles dans chaque dimension à mi-2009. Le « rapport », que l'on nomme également « coefficient de multiplication », est le multiplicateur à appliquer à la longueur focale de l'objectif pour obtenir la longueur focale correspondant au même angle de cadrage en 24 × 36.
Les capteurs de plus grande définition équipent l'équivalent des moyens formats (6 x 4,5 ou 6 x 6) et atteignent 39 mégapixels (capteur 37 x 49 mm).
L'habitude de noter les dimensions en fraction de pouce vient des anciens tubes de prise de vue d'un pouce de diamètre dont la diagonale de la zone sensible était de 16 mm. Le format indique donc en réalité une fraction (approximative) de cette diagonale et non pas une fraction de pouce. Ainsi, un capteur de 1/1,8’’ a en réalité une diagonale d’environ 16/1,8 mm. Un capteur de 1’’ aurait selon cette convention une diagonale de seulement 16 mm et non pas 25,4 mm comme on pourrait le croire en effectuant la conversion normale des pouces en mm.

## Capteurs utilisés dans les appareils photographiques numériques
| Hauteur           | Largeur | Format           | Nombre de pixels | Soit en mégapixels | Utilisation                                                                                 |
| ----------------- | ------- | ---------------- | ---------------- | ------------------ | ------------------------------------------------------------------------------------------- |
| 100               | 100     | 1:1              | 10 000           | 0,01               | Steven Sasson Prototype (1975)                                                              |
| 570               | 490     | 4:3 aspect ratio | 279 300          | 0,27               | Sony Mavica (1981)                                                                          |
| 640               | 480     | 4:3 aspect ratio | 307 200          | 0,3                | Apple QuickTake 100 (1994)                                                                  |
| 832               | 608     | 4:3 aspect ratio | 505 856          | 0,5                | Canon PowerShot 600 (1996)                                                                  |
| 1 024             | 768     | 4:3 aspect ratio | 786 432          | 0,8                | Olympus D-300L (1996)                                                                       |
| 1 280             | 960     | 4:3 aspect ratio | 1 228 800        | 1,3                | Fujifilm DS-300 (1997)                                                                      |
| 1 280             | 1 024   | 5:4              | 1 310 720        | 1,3                | Fujifilm MX-700 / Leica Digilux (1998), Fujifilm MX-1700 (1999) / Leica Digilux Zoom (2000) |
| 1 600             | 1 200   | 4:3 aspect ratio | 1 920 000        | 2                  | Nikon Coolpix 950, Samsung GT-S3500                                                         |
| 2 012             | 1 324   | 3:2 aspect ratio | 2 663 888        | 2,74               | Nikon D1                                                                                    |
| 2 048             | 1 536   | 4:3 aspect ratio | 3 145 728        | 3                  | Canon PowerShot A75, Nikon Coolpix 995                                                      |
| 2 272             | 1 704   | 4:3 aspect ratio | 3 871 488        | 4                  | Olympus Stylus 410, Contax i4R (although CCD is actually square 2272x2272)                  |
| 2 464             | 1 648   | 3:2 aspect ratio | 4 060 672        | 4,1                | Canon 1D                                                                                    |
| 2 560             | 1 920   | 4:3 aspect ratio | 4 915 200        | 5                  | Olympus E-1, Sony Cyber-shot DSC-F707, Sony Cyber-shot DSC-F717                             |
| 2 816             | 2 112   | 4:3 aspect ratio | 5 947 392        | 6                  | Olympus Stylus 600 Digital                                                                  |
| 3 008             | 1 960   | 3:2 aspect ratio | 5 895 680        | 6                  | Nikon D1X                                                                                   |
| 3 008             | 2 000   | 3:2 aspect ratio | 6 016 000        | 6                  | Nikon D40, D50, D70, D70s, Pentax K100D                                                     |
| 3 072             | 2 048   | 3:2 aspect ratio | 6 291 456        | 6,3                | Canon 300D, Canon 10D                                                                       |
| 3 072             | 2 304   | 4:3 aspect ratio | 7 077 888        | 7                  | Olympus FE-210, Canon PowerShot A620                                                        |
| 3 456             | 2 304   | 3:2 aspect ratio | 7 962 624        | 8                  | Canon 350D                                                                                  |
| 3 264             | 2 448   | 4:3 aspect ratio | 7 990 272        | 8                  | Olympus E-500, Olympus SP-350, Canon PowerShot A720 IS                                      |
| 3 504             | 2 336   | 3:2 aspect ratio | 8 185 344        | 8,2                | Canon 30D, Canon 1D II, Canon 1D II N                                                       |
| 3 520             | 2 344   | 3:2 aspect ratio | 8 250 880        | 8,25               | Canon 20D                                                                                   |
| 3 648             | 2 736   | 4:3 aspect ratio | 9 980 928        | 10                 | Olympus E-410, Olympus E-510, Panasonic FZ50, Fujifilm FinePix HS10                         |
| 3 872             | 2 592   | 3:2 aspect ratio | 10 036 224       | 10                 | Nikon D40x, Nikon D60, Nikon D3000, Nikon D200, Nikon D80, Pentax K10D, Sony Alpha 100      |
| 3 888             | 2 592   | 3:2 aspect ratio | 10 077 696       | 10,1               | Canon 400D, Canon 40D                                                                       |
| 4 064             | 2 704   | 3:2 aspect ratio | 10 989 056       | 11                 | Canon 1Ds                                                                                   |
| 4 000             | 3 000   | 4:3 aspect ratio | 12 000 000       | 12                 | Canon PowerShot G9, Fujifilm FinePix S200EXR                                                |
| 4 256             | 2 832   | 3:2 aspect ratio | 12 052 992       | 12,1               | Nikon D3, Nikon D3s, Nikon D700, Fujifilm FinePix S5 Pro                                    |
| 4 272             | 2 848   | 3:2 aspect ratio | 12 166 656       | 12,2               | Canon 450D                                                                                  |
| 4 032             | 3 024   | 4:3 aspect ratio | 12 192 768       | 12,2               | Olympus PEN E-P1                                                                            |
| 4 288             | 2 848   | 3:2 aspect ratio | 12 212 224       | 12,2               | Nikon D2Xs/D2X, Nikon D300, Nikon D90, Nikon D5000, Pentax K-x                              |
| 4 900             | 2 580   | 3:2 aspect ratio | 12 642 000       | 12,6               | RED ONE Mysterium                                                                           |
| 4 368             | 2 912   | 3:2 aspect ratio | 12 719 616       | 12,7               | Canon 5D                                                                                    |
| 7 920 (2 640 × 3) | 1 760   | 3:2 aspect ratio | 13 939 200       | 13,9               | Sigma SD14, Sigma DP1 (3 couches de pixels, 4.7 MP par couche, capteur Foveon X3)           |
| 4 672             | 3 104   | 3:2 aspect ratio | 14 501 888       | 14,5               | Pentax K20D                                                                                 |
| 4 752             | 3 168   | 3:2 aspect ratio | 15 054 336       | 15,1               | Canon EOS 500D, Canon EOS 50D                                                               |
| 4 928             | 3 262   | 3:2 aspect ratio | 16 075 136       | 16,1               | Nikon D7000, Nikon D5100, Pentax K-5, Pentax K-5II, Pentax K-5IIs, Nikon Df                 |
| 4 992             | 3 328   | 3:2 aspect ratio | 16 613 376       | 16,6               | Canon 1Ds II, Canon 1D Mark IV                                                              |
| 5 184             | 3 456   | 3:2 aspect ratio | 17 915 904       | 17,9               | Canon EOS 550D, Canon EOS 600D, Canon EOS 60D, Canon EOS 7D                                 |
| 5 270             | 3 516   | 3:2 aspect ratio | 18 529 320       | 18,5               | Leica M9                                                                                    |
| 5472              | 3648    | 3:2 aspect ratio | 19 961 356       | 20.2               | Canon EOS 7D Mark II                                                                        |
| 5 616             | 3 744   | 3:2 aspect ratio | 21 026 304       | 21,0               | Canon 1Ds III, Canon 5D Mark II                                                             |
| 6 048             | 4 032   | 3:2 aspect ratio | 24 385 536       | 24,4               | Sony α 850, Sony α 900, Nikon D3X                                                           |
| 7 500             | 5 000   | 3:2 aspect ratio | 37 500 000       | 37,5               | Leica S2                                                                                    |
| 7 212             | 5 142   | 4:3 aspect ratio | 39 031 344       | 39,0               | Hasselblad H3DII-39                                                                         |
| 7 216             | 5 412   | 4:3 aspect ratio | 39 052 992       | 39,1               | Leica RCD100                                                                                |
| 8 176             | 6 132   | 4:3 aspect ratio | 50 135 232       | 50,1               | Hasselblad H3DII-50                                                                         |
| 11 250            | 5 000   | 9:4              | 56 250 000       | 56,3               | Better Light 4000E-HS                                                                       |
| 8 956             | 6 708   | 4:3 aspect ratio | 60 076 848       | 60,1               | Hasselblad H4D-60                                                                           |
| 8 984             | 6 732   | 4:3 aspect ratio | 60 480 288       | 60,5               | Phase One P65+                                                                              |
| 10 320            | 7 752   | 4:3 aspect ratio | 80 000 640       | 80                 | Leaf Aptus-II 12                                                                            |
| 9 372             | 9 372   | 1:1              | 87 834 384       | 87,8               | Leica RC30                                                                                  |
| 12 600            | 10 500  | 6:5              | 132 300 000      | 132,3              | Phase One PowerPhase FX/FX+                                                                 |
| 18 000            | 8 000   | 9:4              | 144 000 000      | 144                | Better Light 6000-HS/6000E-HS                                                               |
| 21 250            | 7 500   | 17:6             | 159 375 000      | 159,4              | Seitz 6x17 Digital                                                                          |
| 18 000            | 12 000  | 3:2 aspect ratio | 216 000 000      | 216                | Better Light Super 6K-HS                                                                    |
| 24 000            | 15 990  | 2400:1599        | 383 760 000      | 383,8              | Better Light Super 8K-HS                                                                    |
| 30 600            | 13 600  | 9:4              | 416 160 000      | 416,2              | Better Light Super 10K-HS                                                                   |
| 62 830            | 7 500   | 6283:750         | 471 225 000      | 471,2              | Seitz Roundshot D3 (80 mm lens)                                                             |
| 62 830            | 13 500  | 6283:1350        | 848 205 000      | 848,2              | Seitz Roundshot D3 (110 mm lens)                                                            |
| 157 000           | 18 000  | 157:18           | 2 826 000 000    | 2 826              | Better Light 300 mm lens Digital                                                            |

## Production et marché

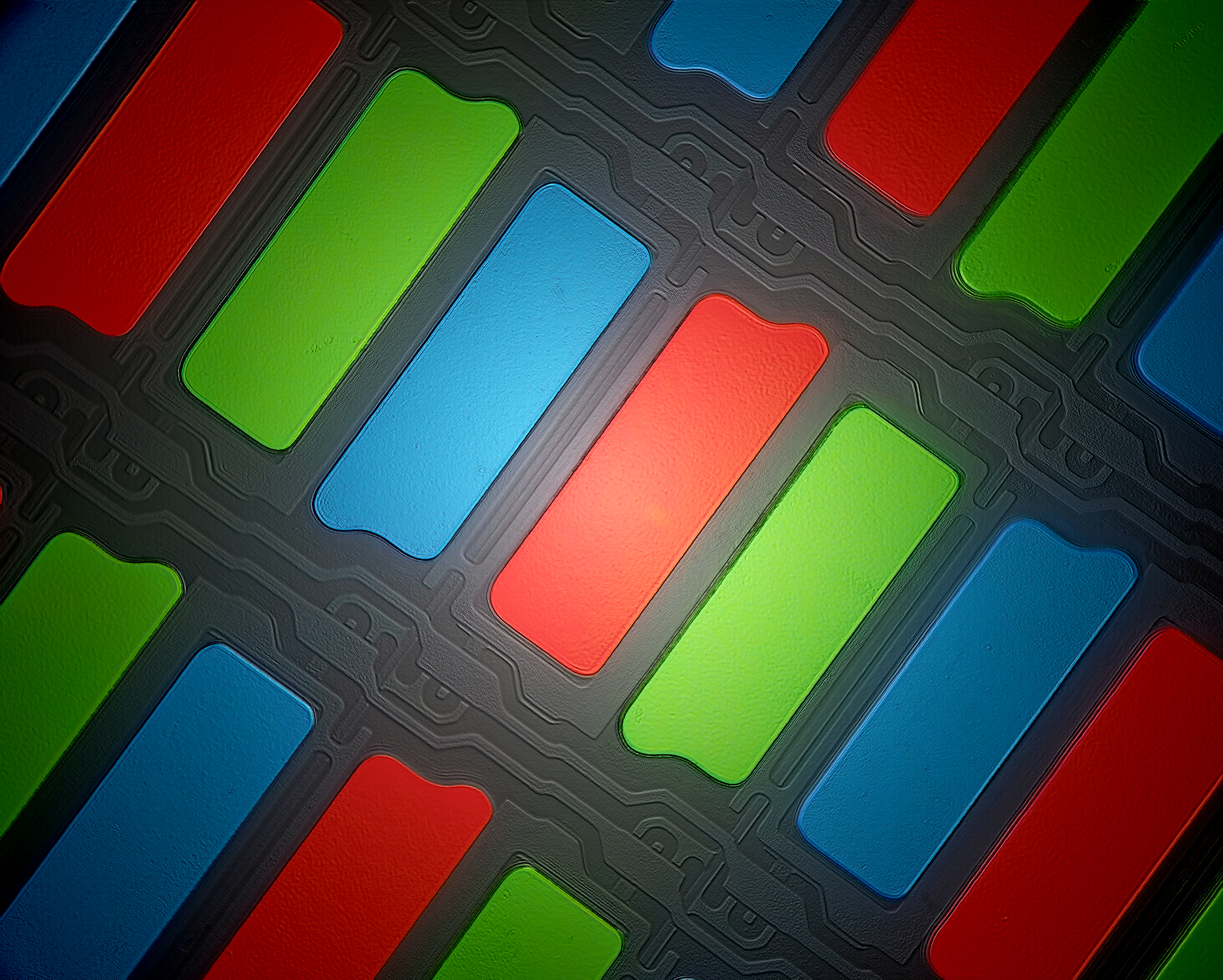
Pixels de capteur photographique vus au microscope. Décembre 2019.

Sony est le deuxième fabricant mondial de capteurs photo derrière Canon.

## Prospective
Une piste explorée par plusieurs entreprises ou unités de recherche, dont la spin-off Chronocam, est de créer une rétine artificielle biomimétique fondée sur une seconde génération de capteurs CMOS (complementary metal oxide semi-conductor) pour produire une vision artificielle et mieux extraire de l'information à partir des images. Cette rétine synthétique ne capturerait que les informations changeantes qu'elle mettrait à jour en continu tout en consommant moins d'énergie qu'une caméra classique. Selon Chronocam, la vision serait alors environ 30 fois plus rapide qu'avec les capteurs actuels. En 2017, des applications militaires semblent envisagées dans le domaine de la surveillance et du renseignement.